# Minardi M01
O  M01  é o modelo da Minardi da temporada de 1999 da Fórmula 1. Condutores: Luca Badoer, Marc Gené e Stephane Sarrazin. 

## Resultados[1]
(legenda) 
| Ano  | Chassi | Motor               | Pneus | N° | Pilotos           | 1   | 2   | 3   | 4   | 5   | 6   | 7   | 8   | 9   | 10  | 11  | 12  | 13  | 14  | 15  | 16  | Pontos | Posição |  |
| ---- | ------ | ------------------- | ----- | -- | ----------------- | --- | --- | --- | --- | --- | --- | --- | --- | --- | --- | --- | --- | --- | --- | --- | --- | ------ | ------- |  |
|      |        |                     |       |    |                   |     |     |     |     |     |     |     |     |     |     |     |     |     |     |     |     |        |         |  |
|      |        |                     |       |    |                   | AUS | BRA | SMR | MON | ESP | CAN | FRA | GBR | AUT | GER | HUN | BEL | ITA | EUR | MAL | JPN |        |         |  |
| 1999 | M01    | Ford VJ Zetec-R V10 | B     | 20 | Luca Badoer       | Ret | INJ | 8   | Ret | Ret | 10  | 10  | Ret | 13  | 10  | 14  | Ret | Ret | Ret | Ret | Ret | 1      | 10º     |  |
| 1999 | M01    | Ford VJ Zetec-R V10 | B     | 20 | Stéphane Sarrazin |     | Ret |     |     |     |     |     |     |     |     |     |     |     |     |     |     | 1      | 10º     |  |
| 1999 | M01    | Ford VJ Zetec-R V10 | B     | 21 | Marc Gené         | Ret | 9   | 9   | Ret | Ret | 8   | Ret | 15  | 11  | 9   | 17  | 16  | Ret | 6   | 9   | Ret | 1      | 10º     |  |